# أحمد والي كرزاي
أحمد والي كرزاي (بالبشتونية: أحمد ولي کرزی) (1961 - 12 يوليو 2011) الأخ الأصغر غير الشقيق للرئيس الأفغاني حامد كرزاي، أنتخب عضوا بمجلس الشورى في ولاية قندهار عام 2005 حيث عمل رئيسا لمجلس المقاطعة. قتل برصاص أحد حراسه الشخصيين في 12 يوليو 2011 وأعلنت حركة طالبان مسؤوليتها عن العملية.